# Det spökar
Det spökar var en svensk TV-serie i 22 avsnitt 
som sändes i två säsonger i Kanal 5 under perioden 15 oktober 1997 till 24 december 1999. Programledare var Torsten Wahlund. 
I serien, som besökte Skandinaviens mest hemsökta och mytomspunna platser, visades dramatiseringar av spökerierna kompletterade med nutida berättelser.
Den första säsongen spelades in i Sverige och Danmark. Den danske programledaren var Jens Zacho Bøye och TV-seriens danska namn var "Det Spøger". Manuset var emellertid samma för båda ländernas programledare.
Den andra säsongen spelades in i Sverige, Danmark, Norge och Finland och sändes i alla fyra länderna. I Norge kallades serien "Det spøker" (programledare Gunnar Enekjær), i Danmark kallades serien "Hjemsøgt" (programledare: Lars Bom) och i Finland kallades serien "Pelon Merkki" (programledare: Lasse Pöysti).
Serien regisserades av Nils Lagergren och Rickard Holm.